# Tanawat Panchang
Tanawat Panchang (thailändisch ธนวัตร ปานช้าง, * 12. August 1997 in Nakhon Sawan) ist ein thailändischer Fußballspieler.

## Karriere
Tanawat Panchang spielte bis Ende 2017 beim Sukhothai FC. Wo er vorher gespielt hat, ist unbekannt. Der Verein aus Sukhothai spielte in der höchsten Liga des Landes, der Thai Premier League. 2016 gewann er mit dem Verein den FA Cup. Aufgrund des Todes von König Bhumibol Adulyadej wurde der Wettbewerb nach dem Viertelfinale abgebrochen und allen vier verbliebenen Halbfinalisten wurde der Titel zugesprochen. Mitte 2017 wurde sein Vertrag aufgelöst. Von Juni 2017 bis Dezember 2017 war er vertrags- und vereinslos. Anfang 2018 unterschrieb er einen Einjahresvertrag beim Zweitligisten Kasetsart FC in Bangkok. 2019 wechselte er zum Zweitligaaufsteiger JL Chiangmai United FC nach Chiangmai. Für JL bestritt er die Hinserie. Zur Rückserie ging er zum ebenfalls in die zweite Liga aufgestiegenen MOF Customs United FC nach Bangkok. Im Januar 2020 wurde er vom Ligakonkurrenten Samut Sakhon FC aus Samut Sakhon unter Vertrag genommen. Für Samut stand er 2020 sechsmal in der zweiten Liga auf dem Spielfeld. Im August 2020 wurde sein Vertrag nicht verlängert. am 23. August 2020 verpflichtete ihn der Drittligist Nakhon Si United FC. Bei dem Verein aus Nakhon Si Thammarat, der in der Southern Region spielte, stand er bis Jahresende unter Vertrag. Von Januar 2021 bis Dezember 2021 war er vertrags- und vereinslos. Am 12. Dezember 2021 nahm ihn der Drittligist Nakhon Mae Sot United FC bis Saisonende unter Vertrag. Mit dem Klub aus Mae Sot trat er in der Northern Region der Liga an. Von Mai 2022 bis Juli 2023 war er wieder vertrags- und vereinslos. Der See Khwae City FC, ein Drittligist aus Nakhon Sawan, der in der Northern Region spielt, nahm ihn Anfang August 2023 unter Vertrag. Für Nakhon Sawan spielte er dreimal in der Liga. Im Dezember 2023 wurde sein Vertrag nicht verlängert.

## Erfolge
Sukhothai FC
- Thailändischer Ligapokalsieger: 2016